# Crevalcore
Crevalcore (emilián nyelven Crevalcôr) település Olaszországban, Emilia-Romagna régióban, Bologna megyében. Lakosainak száma 13 706 fő (2023. január 1.). Crevalcore Camposanto, Cento, Nonantola, Ravarino, San Giovanni in Persiceto, Finale Emilia és Sant’Agata Bolognese községekkel határos.

## Népesség
A település lakossága az elmúlt években az alábbi módon változott:
| Lakosok száma | 13 469 | 13 501 | 13 706 |
|               | 2017   | 2018   | 2023   |

## Híres személyek
- itt született Luigi Simoni (1939–2020) olasz labdarúgó, edző